# Дано
Дано (груз. დანო) — село в Ахметському муніципалітеті грузинського регіону Кахеті. Належить до територіального органу с. Омало, Тушеті. Лежить на південному схилі Пірікітського хребта, на лівому березі річки Пірикіті Алазані. 2040 м над рівнем моря, відстань від міста Ахмета — 102 км. За даними перепису 2014 року, у селі вже ніхто не мешкає.